# Лису (народ)

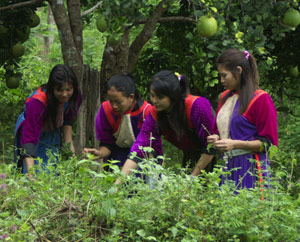
Женщины лису в традиционных костюмах, Северный Таиланд

Лису (кит. упр. 傈僳族, пиньинь Lìsù Zú; тайск. ลีซอ, лисо) — народ, живущий в основном на юго-западе Китая (634 912, перепись, 2000), преимущественно в провинции Юньнань (610 тысяч), а также в провинции Сычуань, часть — в Мьянме, Таиланде и Индии. Общая численность более 700 тысяч человек. Входят в 56 официально признанных народов Китая. На 1971 год около 11000 представителей народа лису проживало в высокогорьях северного Таиланда, из десятков деревень многих этнических групп, лису проживают лишь в 60. Лису относятся к народам, пришедшим не так давно, так как они мигрировали из района Кенгрунг в районы Фанг и Чанг Рай только в начале 20 века.

## Язык
Язык лису относится к группе лоло тибето-бирманской подсемьи сино-тибетской семьи языков. С 1915 используется разработанный Джеймсом У. Фрейзером алфавит на латинской основе.

## Религия
Большинство сохраняет древние анимистические верования. В прошлом лису имели особую жреческую касту. Сохраняются родовые группы c тотемными названиями, брак умыканием, левират. С середины XIX века в результате работы западных миссий среди лису распространяется христианство и в настоящее время христианами являются около 40 % лису. В Китае Церковь лису является частью официального протестантского объединения «Тройственное патриотическое движение».

## Культура
Основное традиционное занятие — поливное и суходольное земледелие (кукуруза, рис, опиумный мак). Хозяйство лису основано на высокогорном подсечно-огневом земледелии. Лису выращивают кормовую кукурузу и опиумный мак на одних и тех же полях.
Лису приспособили окрестные склоны деревни под подсечно-огневое земледелие. Как следствие — деревни не являются постоянными: так как после нескольких лет использования — почва, приспособленная для земледелия, истощается и перестаёт быть плодородной, таким образом жителям приходятся переходить с места на место в поисках более плодородных почв. Народ лису довольно сильно отличается от народов, населяющих равнины Таиланда, по языку, экономике, социальной организации и верованиям. Лису акцентируют внимание на этих различиях и ограничивают общение и взаимодействия с населением Тайских равнин.